# Echos (gruppo musicale)
Echos è il nome d'arte della cantante statunitense Alexandra Norton. Fino al 9 febbraio 2023, si trattava del nome di un duo, fondato a Portland, nell'Oregon (USA), composto dalle stessa Norton e dal polistrumentista e produttore discografico Tal Richards. Il progetto Echos pubblica sia con Monstercat Media sia con Seeking Blue Records; a quest'ultima è ufficialmente collegato, per la distribuzione su Youtube, il canale MrSuicideSheep, che ha quasi 13 milioni di iscritti.

## Storia del gruppo
Gli Echos esordiscono nel 2014 col singolo Don't Let Me Go, e l'anno successivo collaborano con Nightcall nel singolo Rainfall. Seguono poi, nel 2016, i singoli All I Want, Silhouettes e Tomorrow. A questo punto della loro carriera, il sound degli Echos era caratterizzato da un ibrido di dubstep, future bass e chillwave, ma vira verso un pop elettronico dai marcati spunti dream pop e post rock nell'EP di otto tracce Echos, pubblicato il 14 ottobre 2016. Da questo sono stati estratti tre singoli: Say It il 22 agosto, Gold il 16 settembre e Take il 3 ottobre, ma solo del primo è stato girato videoclip. Nello stesso anno il gruppo collabora anche col produttore dubstep Seven Lions, in Cold Skin, con Crywolf, in un remix di Epithelial, e con Illenium, in After Life, brano contenuto nell'album Ashes.
Fra marzo e aprile 2017, il duo ha aperto i concerti del tour statunitense della band electronicore I See Stars e poi a giugno ha partecipato al festival Electric Forest. Il 4 agosto viene pubblicato il singolo Shadow of the Day, cover dei Linkin Park, a settembre gli Echos si esibiscono al festival Thrival e durante novembre supportano Illenium in alcune tappe del suo tour statunitense.
Anticipato dai singoli Euphoria, del 31 agosto 2018, Saints, del 21 settembre, e Guest Room, del 2 novembre, il 16 novembre esce l'album Even Though You're Gone. Il 23 novembre viene estratto Revival, che viene promosso con un videoclip così come tutti gli altri singoli dell'album. Il sound di Even Though You're Gone si lega a quello dell'EP precedente e si caratterizza per un pop elettronico dalle tendenze future bass, downtempo e cinematic pop, dalla spiccata emotività e dalle atmosfere avvolgenti e cinematografiche rese anche attraverso passaggi orchestrali. L'album è stato promosso fra marzo e aprile 2019 attraverso un tour statunitense in teatri e sale per concerti, con Cxsiddy in apertura di alcune date. Nello stesso anno gli Echos si sono esibiti nel Regno Unito, a maggio, e in Canada, a ottobre.
Il 13 maggio 2019 gli Echos pubblicano il doppio singolo Saints / Guest Room (Acoustic), seguito il 3 giugno da Euphoria / My Blood (Acoustic). Il 16 agosto tornano invece a collaborare con Illenium in Every Piece of Me, contenuta nell'album Ascend. A dicembre 2021 si esibiscono nel Regno Unito e il 18 dello stesso mese pubblicano Interlude Season, che contiene due brani inediti: Cross e Blame. Il 31 agosto dello stesso anno pubblicano con Yoe Mase il brano Handle, successivamente incluso nell'album An Unfiltered Stream of Consciousness, e il 20 agosto 2021 Ritual con AWAY, che ha anticipato il suo EP self:antiself.
Ad aprile 2022 gli Echos si esibiscono in Belgio e il 28 gennaio pubblicano il singolo King of Disappointment, seguito l'11 marzo da New Eyes, il 29 aprile da Sick e il 3 giugno da Shiver; tutti e quattro sono stati promossi con dei videoclip e sono stati chiamati ad anticipare il secondo album d'inediti del duo, Affirmations, pubblicato il 15 luglio. In questo il sound, rispetto a quello dell'album precedente, si è fatto più scarno e meno cinematografico, includendo al contempo influenze trap e acustiche. 
Il 15 aprile 2022 Norton ha prestato la voce al produttore e dj Kai Wachi nel singolo All Your Lies, contenuto nell'EP Skins.
Il 3 febbraio 2023 viene annunciato sui social network che Tal Richards ha deciso di abbandonare gli Echos e che da quel momento questo nome rappresenterà solo Alexandra Norton e i suoi turnisti per le esibizioni dal vivo.
Il 23 febbraio Echos pubblica l'EP Affirmations (Re-Imagined) contenente le versioni riarrangiate di alcuni brani di Affirmations; contestualmente è stato pubblicato il videoclip di Mad (Re-Imagined).
Il 17 gennaio 2025 Echos pubblica Quiet, In Your Service, album che segna un cambio di stile nella direzione di un mix di alternative rock, pop rock, gothic rock, emo e leggeri tocchi elettronici che la cantante ha detto essere stato influenzato parzialmente anche dagli Evanescence. L'album è stato anticipato dai singoli Carousel (3 aprile 2024), Bruises (13 giugno), Papercuts (18 ottobre) e Over & Over (29 novembre).

## Formazione
Attuale
- Alexandra Norton – voce (2014-presente)

Ex-componenti
- Tal Richards – sintetizzatore, pianoforte, chitarra acustica, produzione, percussioni, sound design, orchestrazioni virtuali (2014-2023)

## Discografia

### Album in studio
- 2018 – Even Though You're Gone
- 2022 – Affirmations
- 2025 – Quiet, In Your Service

### Extended play
- 2016 – Echos
- 2016 – Cold Skin (The Remixes); con Seven Lions
- 2020 – Interlude Season
- 2023 – Affirmations (Re-Imagined)

### Collaborazioni
- 2016 – Nightcall – Rainfall
- 2016 – Seven Lions – Cold Skin
- 2016 – Crywolf – Epithelial (Echos & Crywolf Remix)
- 2016 – Illenium – Ashes, in Afterlife
- 2020 – Illenium – Ascend, in Every Piece of Me
- 2020 – Yoe Mase – An Unfiltered Stream of Consciousness, in Handle
- 2021 – AWAY – self:antiself, in Ritual
- 2022 – Kai Wachi – Skins, in All Your Lies